# 龙潭水库 (北票)
龙潭水库是中国辽宁省朝阳市北票市境内的一座水库，位于大凌河支流顾洞河上，建于1976年。水库正常库容为1160万立方米，集雨面积为200平方千米，海拔为310.1米。